# Mesa da amargura
A mesa da amargura é uma atividade lúdica comum em rodeios no Brasil. Consiste em uma mesa posta no centro do curral onde se realizam as provas de rodeio, ao redor da qual se sentam os brincantes, a quem é servida cerveja ou outra bebida alcoólica. A seguir, touros bravios são liberados na área, arremetendo-se contra os participantes da brincadeira, que devem permanecer sentados ante as investidas dos animais.  Aquele que permanecer sentado por mais tempo em torno da mesa é declarado vencedor, sendo-lhe geralmente atribuído prêmios diversos.
Assim como outras práticas frequentes em rodeios, as mesas da amargura são fortemente criticadas por defensores dos direitos animais, em virtude do estresse extremo a que são submetido os touros, sendo igualmente alvo de crítica em virtude do desnecessário risco de vida representado aos brincantes.